# Casa di Febo Brigotti
La casa di Febo Brigotti è un palazzetto rinascimentale ricostruito situato in via dei Corridori 44, nel rione Borgo di Roma.

## Storia
Originariamente situato in Borgo Nuovo 106-107, fu la residenza di Febo Brigotti, un medico al servizio di papa Paolo III (ma secondo Ludwig von Pastor di papa Leone X) nella prima metà del XVI secolo. Lungo Borgo Nuovo la casa, che fu eretta prima della costruzione della strada nel 1499, confinava a ovest con il palazzo Jacopo da Brescia. L'attuale edificio è una ricostruzione dell'originale, demolito insieme al resto della Spina di Borgo negli anni '30 durante i lavori per l'apertura di via della Conciliazione.

## Architettura

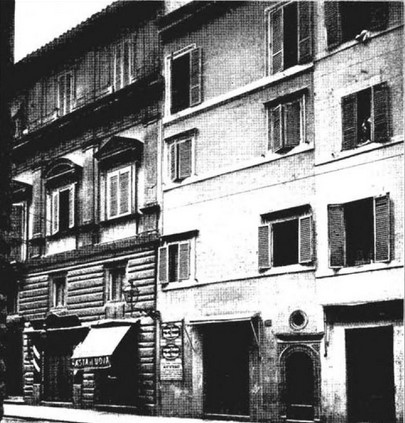
L'edificio originale lungo Borgo Nuovo (1915 ca.)

La facciata ricostruita, sul retro di palazzo Rusticucci-Accoramboni, si presenta con semplici finestre rettangolari con un portale ad arco incorniciato in travertino con un'iscrizione che rivela il motto del proprietario, "OB FIDEM ET CHLIENTELA" ("Per la fede e la clientela"). L'edificio originale aveva anche un'altra iscrizione sopra l'epistilio, "PHOEBUS BRIGOCTUS MEDICUS".